# Српска народна странка (Црна Гора)
Српска народна странка (СНС) је бивша политичка странка у Црној Гори. Настала је 1997. године, након политичког раскола у Народној странци, а постојала је до 2009. године, када се већински дио странке припојио Новој српској демократији. Оснивач и први предсједник странке био је Божидар Бојовић, а посљедњи предсједник је био Андрија Мандић.

## Историја
СНС је била странка демократског и националног усмјерења, која се залагала за интересе и заштиту права српског народа у Црној Гори. За разлику од љевичарске и наднационалне Социјалистичке народне партије Црне Горе, СНС је наступала као национална странка десног центра.
Српска народна странка је настала у прољеће 1997. године, након политичког раскола у Народној странци, чији је тадашњи предсједник Новак Килибарда ступио у политички савез са Милом Ђукановићем и његовом Демократском партијом социјалиста. Многи чланови руководства НС, предвођени Божидаром Бојовићем, тадашњим потпредсједником НС, одбили су да прихвате такво усмјерење, оптуживши Новака Килибарду и његове присталице за напуштање програмских начела странке. Тако је дошло до цијепања НС и стварања посебне Српске народне странке, за чијег је првог предсједника изабран Божидар Бојовић.
На предсједничким изборима који су у Црној Гори одржани у јесен 1997. године, СНС је подржала Момира Булатовића, кандидата Социјалистичке народне партије Црне Горе, који је побједио у првом кругу, али је у другом кругу гласања поражен од Мила Ђукановића. Крајем 1997. године, поставило се питање о стварању званичне политичке коалиције између СНС и СНП, али до тога није дошло. На скупштинским изборима који су у Црној Гори одржани у прољеће 1998. године, СНС је учествовала самостално, освојивши 6.606 гласова (1,98%) што није било довољно за улазак у парламент. Божидар Бојовић се потом повукао са челне функције у странци, а за новог предсједника је изабран Желидраг Никчевић.
На савезним изборима који су одржани у јесен 2000. године, СНС је освојила два посланичка мандата у Вијећу грађана и један посланички мандат у Вијећу република. Почетком 2001. године, Желидраг Никчевић се повукао са челног места у странци, након чега је за новог предсједника поново изабран Божидар Бојовић, а за потпредсједнике су изабрани: Ранко Кадић, Новак Радуловић, Вукоман Фемић и Петар Тројановић.
На парламентарним изборима који су у Црној Гори одржани у прољеће 2001. године, СНС је учествовала у оквиру коалиције "Заједно за Југославију", којој су такође припадале СНП и Народна странка. Коалиција за Југославију је освојила 148.513 гласова (40,56%) и 33 посланичка мандата, након чега су поведени преговори са Либералним савезом Црне Горе ради формирања парламентарне већине, али до споразума није дошло, усљед чега је дошло до расписивања нових избора. На парламентарним изборима који су у Црној Гори одржани 2002. године, СНС је учествовала у оквиру коалиције "Заједно за промјене", такође са СНП и Народном странком. Коалиција је освојила 133.900 гласова (37,92%) и 30 посланичких мандата.

### Страначки раскол (2003)
Током 2003. године, унутар СНС је дошло до озбиљних унутрашњих размимоилажења и политичких подјела између двије струје, од којих је прву предводио тадашњи предсједник Божидар Бојовић, а другу потпредсједник Андрија Мандић. Подјеле су довеле до отвореног сукоба и раскола у странци. Већи дио руководства је подржао Андрију Мандића, који је постао нови предсједник СНС, док су Божидар Бојовић и Ранко Кадић са мањим дијелом страначког руководства напустили СНС и основали нову странку под називом Демократска српска странка (ДСС). Подјела се одразила и на посланички клуб СНС, који је до тада бројао шест посланика: четворица су остала у СНС, док су двојица (Бојовић и Кадић) наставили посланичку дјелатност као представници новостворене ДСС.

### Однос према референдуму (2006)
Од свог оснивања, СНС се досљедно залагала за очување државног јединства Црне Горе и Србије. Након најаве референдума о државном статусу Црне Горе, СНС се заложила стварање шире коалиције унионистичких странака. Крајем 2005. и почетком 2006. године, када је дошло до интензивирања јавне расправе о референдумском процесу, руководство СНС је заузело став да са владајућим режимом у Црној Гори не би требало улазити у преговоре, било непосредне или посредне. За разлику од осталих унионистичких странака (СНП, НС, ДСС) које су пристале на учешће у преговорима уз посредовање Европске уније, СНС је одлучила да не учествује у преговорима о усаглашавању референдумских услова, сматрајући да ће тај процес у крајњем исходу омогућити режиму да легитимизује своју сецесионистичку политику. Иако није прекидала сарадњу са другим унионистичким странкама, СНС је остала изван преговарачког процеса који се одвијао под покровитељством Европске уније.
Заједно са осталим унионистичким странкама, СНС се залагала за опстанак тадашње Државне заједнице Србије и Црне Горе. У том циљу, СНС је првобитно заступала став да одлука о независности Црне Горе може бити донијета само ако се у прилог независности изјасни апсолутна већина од укупног броја грађана са правом гласа. Насупрот томе, црногорске владајуће странке су заступале став да је за доношење одлуке о независности довољно да се у прилог независности изјасни проста већина од оног броја грађана који ће изаћи на гласање. Посредничку улогу у тој расправи одиграла је Европска унија, чији су представници предложили компромисно рјешење, по коме би се одлука о независности имала сматрати важећом уколико се у прилог независности изјасни више од 55% важећих гласова (укупан број гласалих, умањен за број неважећих гласова).
Приједлог ЕУ је довео до отварања нових расправа, како међу опозиционим, тако и међу владајућим странкама. Владајућа Демократска партија социјалиста Црне Горе је процијенила да се праг од 55% ипак може достићи, те је стога одлучила да подржи приједлог ЕУ. Међутим, ДПС није имала неопходну већину за самостално изгласавање закона, тако да је кључна улога у избору коначног рјешења припала опозиционим странкама, међу којима је била и СНС. Под отвореним притиском ЕУ, тадашње руководство СНС је заједно са руководствима других унионистичких странака на крају попустило, одуставши од даљег заступања својих првобитних ставова. На сједници одржаној 22. фебруара 2006. године, Предсједништво СНС је одлучило да подржи приједлог ЕУ, а сличне одлуке су тих дана донијела и руководства осталих унионистичких странака.
Скупштина Црне Горе је 1. марта 2006. године изгласала "Закон о референдуму о државно-правном статусу Републике Црне Горе". Од тадашњег укупног броја посланика (75), за усвајање закона гласало је њих 60, укључујући и посланике СНС. Посланици СНС су 15. марта, заједно са посланицима из редова осталих унионистичких странака учествовали у доношењу одлуке да се за предсједника Републичке референдумске комисије изабере словачки дипломата Франтишек Липка, чије име је недуго потом постало синоним за референдумску крађу. Референдум је одржан је 21. маја. Од укупно 484,718 грађана са правом гласа, на референдум је изашло 419,236 (86.49%), а у прилог независности се изјаснило 230,711 грађана, што је представљало 47,5% у односу на укупно бирачко тијело, односно 55,5% у односу на број важећих гласова. Током спровођења референдумског процеса, дошло је до бројних неправилности, усљед којих је легитимитет званично саопштених резултата био доведен у питање.
Званични резултати референдума дјеловали су поразно на СНС и остале унионистичке странке, пошто се показало да је изгласавање државне независности Црне Горе, упркос непостојању апсолуте већине, на крају било омогућено управо захваљујући пристајању унионистичких странака на озакоњење изнуђених рјешења, која су била промовисана од стране Европске уније. Напуштањем основног демократског принципа, по коме се кључне референдумске одлуке од државног и историјског значаја доносе већином гласова у односу на укупан број бирача, тадашње руководство СНС је заједно са руководствима других опозиционих странака омогућило владајућој ДПС и другим сепаратистичким странкама да програм државне независности остваре без подршке апсолуте већине бирачког тијела Црне Горе. Полазећи од осјећаја одговорности, Андрија Мандић је непосредно након референдума најавио подношење оставке на функцију предсједника странке, али Главни одбор СНС је одлучио да ту оставку не уважи.

### Дјелатност након 2006. године
Непосредно након проглашења државне независности Црне Горе, руководство СНС је свим унионистичким странкама упутило позив на стварање јединствене "Српске листе", ради заједничког наступа на предстојећим изборима. Тај позив није био прихваћен од стране СНП, НС и ДСС. Међутим, позиву су се одазвале неке друге странке, тако да је до формирања коалиције ипак дошло. На скупштинским изборима који су у Црној Гори одржани у септембру 2006. године, СНС је била окосница коалиције "Српска листа", која је остварила веома добар резултат, освојивши 49.730 гласова (14,68%) и 12 посланичких мандата у Скупштини Црне Горе, поставши тиме најбројнија опозициона парламентарна група.
Крајем 2006. године, одржана је пета изборна скупштина СНС, на којој је за предсједника странке поново изабран Андрија Мандић, док су за потпредсједнике изабрани: Новак Радуловић, Новица Станић и Славен Радуновић.
Током 2007. године, СНС је активно учествовала у расправама о доношењу новог Устава Црне Горе, залажући се за одбрану српских националних интереса, али и за постизање компромисних рјешења која би задовољила представнике свих народа у Црној Гори. Иако се СНС, заједно са осталим српским и просрпским странкама, доследно залагала за уставно признавање конститутивности српског народа у Црној Гори, тај кључни циљ на крају није био постигнут усљед пристајања опозиционог Покрета за промјене (ПЗП) уз владајућу већину, чиме је омогућено усвајање антисрпских уставних рјешења.

### Гашење СНС (2009)
Средином новембра 2008. године, руководство СНС је покренуло иницијативу да се коалиција Српска листа трансформише у јединствену политичку странку, која би постала стожер за шире организационо обједињавање свих српских и просрпских политичких снага у Црној Гори. Иако је ова иницијатива наишла на почетно одобравање, убрзо се показало да се део руководства СНС залаже за редефинисање страначког програма на новим, грађанским основама, што је подразумевало одустајање од српске одреднице у називу будуће јединствене странке. Таква залагања су изазвала узбуну у страначким редовима, а такође су довела и до негативних реакција међу коалиционим партнерима у оквиру Српске листе.
Услед великог узнемирења у страначкој бази и широј српској јавности, руководство СНС је средином децембра 2008. године било принуђено да одустане од првобитне замисли о изостављању српске одреднице из назива будуће уједињене странке, али то није довело до обнове унутрашњег страначког јединства, нити до обнове повјерења међу коалиционим партнерима у оквиру Српске листе, тако да је замисао о ширем политичком обједињавању на крају доживјела потпуни крах, претворивши се у своју супротност. Почетком 2009. године се испоставило да се уједињење у пракси свело на већински дио СНС и љевичарску Народну социјалистичку странку Црне Горе (НСС). Ове двије странке су се крајем јануара 2009. године ујединиле у нову странку, под називом: Нова српска демократија (НСД). За првог предсједника НСД изабран је Андрија Мандић, дотадашњи предсједник СНС.
Током унутрашњих расправа у оквиру СНС, страначку већину су предводили Андрија Мандић (предсједник СНС), Славен Радуновић (потпредсједник СНС) и Горан Даниловић (предсједник Извршног одбора СНС), док су на челу страначке мањине стајали Новак Радуловић (потпредсједник СНС) и Гојко Раичевић (потпредсједник Извршног одбора СНС). Тадашњим гашењем СНС и разбијањем Српске листе означена је прекретница у политичком организовању Срба у Црној Гори, а начин на који су ти процеси спроведени побудио је сумње у природу поменутих подухвата, на шта су се надовезале и политичке оптужбе за издају српских националних интереса и прикривену сарадњу са антисрпским политичким чиниоцима. Поједина упозорења страначке мањине, која су се односила на утицај грађанског Покрета за промјене (ПЗП) на политику страначке већине у СНС, касније су се испоставила као тачна, пошто је Нова српска демократија непосредно по оснивању почела све непосредније да сарађује са ПЗП, са којим је 2012. године формирала коалицију Демократски фронт (без српског предзнака у називу).

## Предсједници СНС (1997—2009)
| Име и презиме     | Мандат     |
| ----------------- | ---------- |
| Божидар Бојовић   | 1997—1998. |
| Желидраг Никчевић | 1998—2001. |
| Божидар Бојовић   | 2001—2003. |
| Андрија Мандић    | 2003—2009. |